# Thälendorf
Thälendorf ist ein Ortsteil der Stadt Königsee im Landkreis Saalfeld-Rudolstadt in Thüringen.

## Geographie
Die Ortschaft liegt in einer Höhe von etwa 350 m über NN am Fuße des 460 m hohen Forstberges und hat etwa 120 Einwohner.  Der Forstberg wird aus Muschelkalk gebildet und liegt auf der Ilm-Saale-Platte. Das Dorf und seine Umgebung sind waldreich. Auf der nördlich vom Ort liegenden Hochfläche Schönefeld bewirtschaften Bauern aus dem Ort Flächen, nach der Überlieferung gab es dort einst Trappen.

## Geschichte
Am 19. April 1227 wurde das Dorf erstmals in einer Urkunde als Thaldorf erwähnt. Bis 1918 gehörte der Ort zur Oberherrschaft des Fürstentums Schwarzburg-Rudolstadt.

## Sehenswürdigkeiten
- Dorfkirche Thälendorf

## Kultur
- Über die Geschichte und den Ort informiert ein kleines Heimatmuseum und ein altes Backhaus beim Museum.
- Der Forstbergverein organisiert jedes Jahr mehrere Veranstaltungen und Wanderungen wie die Kirmes oder den Osterspaziergang.

## Wirtschaft und Infrastruktur
Zu erreichen ist das Dorf nur über eine einzige Straße, die zur etwa vier Kilometer südlich gelegenen B 88 führt. Die B 88 verbindet Ilmenau im Westen mit Rudolstadt im Osten. An der Bundesstraße befindet sich auch der nächstgelegene Bahnhof Quittelsdorf an der Bahnstrecke Erfurt–Arnstadt–Rottenbach–Bad Blankenburg–Saalfeld.